# Amaurose fugaz

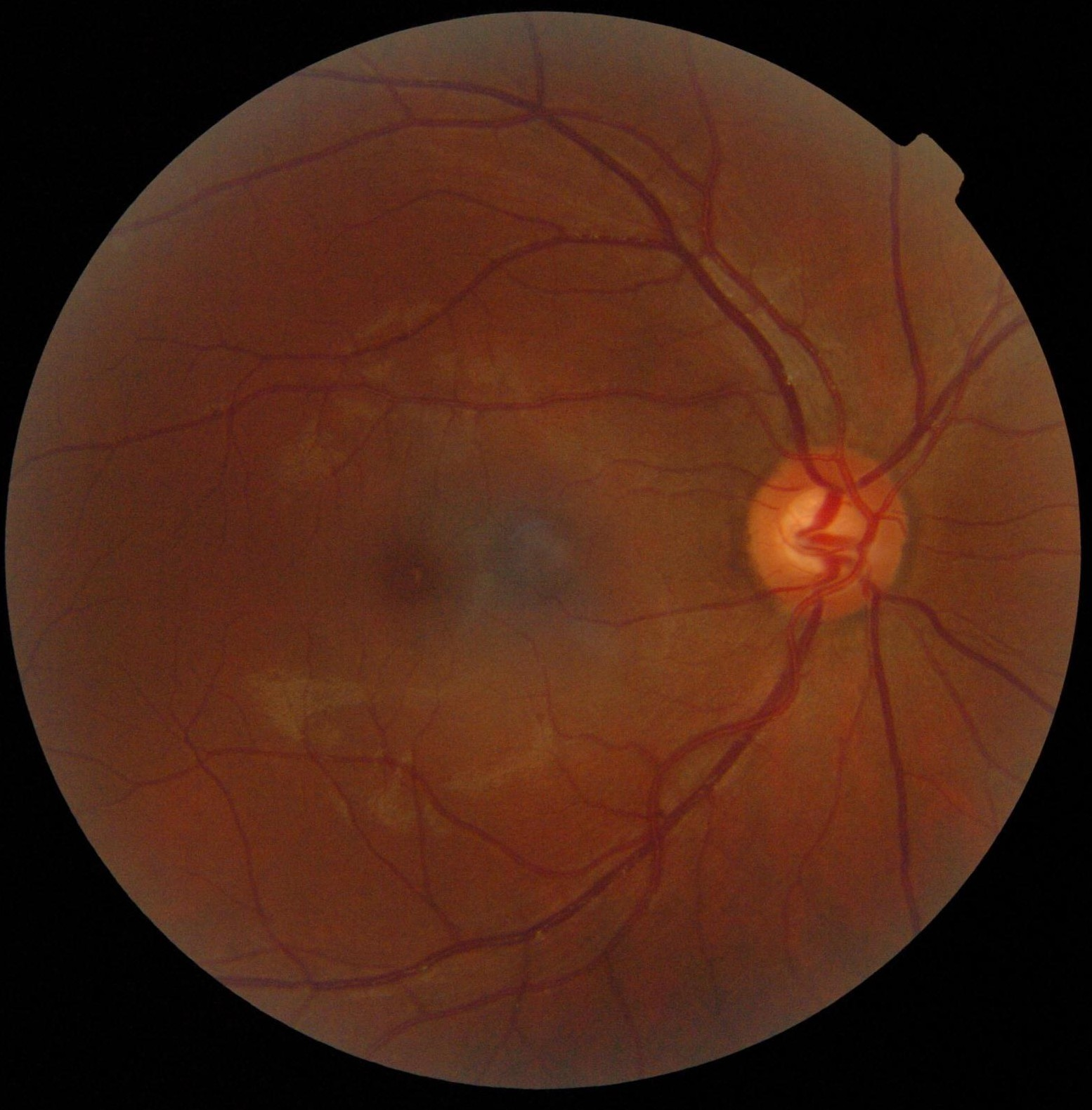
Exame de fundo de olho, para avaliar a saúde da retina e dos vasos sanguíneos. Especialmente importante em diabéticos e hipertensos.

Amaurose fugaz (do grego amaurosis, escurecer e do latim fugax, transitório)  é uma cegueira transitória, parcial ou completa, que ocorre em um ou ambos olhos.

## Causas
Existem cinco tipos de cegueira transitória:
- Embólica: Obstrução do fluxo de sangue por embolismo de uma artéria carótida, artéria da retina, artéria oftálmica ou artéria ciliar. Pode ser um dos sintomas de um AVC.
- Hemodinâmica: Como um vasoespasmo temporário, que geralmente não dura mais que cinco minutos. Também pode ser causada por uma hemorragia, por uma vasculite ou por emergência hipertensiva.
- Lesão ocular: Pode ser por inflamação de alguma das partes do olhos, como irite, queratite ou retinite, por glaucoma, por desprendimento da retina ou por tumor no olho, como um coloboma.[3]
- Neurológica: A lesão do nervo óptico ou do lobo occipital pode ser causada por neurite óptica, esclerose múltipla, por neuropatia óptica, por migrânea [4]ou por um tumor cerebral como um glioma, meningioma ou Adenoma hipofisário.[5]
- Idiopática: Quando nenhuma causa é identificada. Após excluir causas mais frequentes deve-se considerar a possibilidade de ser psicossomática, tóxica ou autoimune.

As causas mais frequentes incluem a doença ateromatosa da artéria carótida interna ou oftálmica, vasoespasmo, neuropatias ópticas, arterite de células gigantes, glaucoma de ângulo fechado, hipertensão intracraniana, isquemia cerebral (AVCI), hiperviscosidade ou hipercoagulabilidade no sangue.

## Diagnóstico
Uma avaliação diagnóstica deve começar com o histórico do paciente, seguida de um exame físico, dando particular importância ao exame oftalmológico para identificar sinais de lesão ocular. Ao investigar a amaurose fugaz, uma consulta com o oftalmologista é necessária, se disponível. Vários exames laboratoriais também devem ser solicitados para investigar algumas das causas sistêmicas mais comuns listadas acima, incluindo um hemograma completo, taxa de sedimentação de eritrócitos, painel lipídico e nível de glicose no sangue. Se houver suspeita de alguma causa específica com base no histórico e no físico, laboratórios relevantes adicionais devem ser solicitados. Em caso de suspeita de AVC se recomenda uma tomografia do cérebro e ecografia das artérias carótidas. Em caso de suspeita de tromboembolismo é importante fazer um ECG para detectar doenças cardíacas que causem trombos, como arritmias.

## Tratamento
Por definição a amaurose fugaz é temporária e geralmente a visão melhora em poucas horas. Prevenir novos episódios de perda de visão depende do tratamento da causa. Se a causa é um tromboembolismo pode incluir anti-hipertensivos, dieta e exercícios para emagrecer e um antiagregante plaquetário como AAS por exemplo.